# Louis Ucko
Hermann Louis Ucko (23. Februar 1838 in Schreibendorf, Kreis Brieg, Schlesien – 4. Juni 1897 in Berlin) war ein deutscher Opernsänger (Tenor) und Theaterleiter.

## Leben
Nachdem er an hervorragenden Bühnen, darunter in Mainz, Stettin, Breslau, besonders jedoch in Hamburg (1870 bis 1873) und Stuttgart (1871 bis 1881) als Heldentenor tätig gewesen war und sich als Künstler stets größter Beliebtheit erfreut hatte, übernahm er 1882 die Direktion des Augsburger Stadttheaters, die er erfolglos ein Jahr lang führte. Danach betätigte sich auch in Brünn und Rotterdam. 1889 zog er sich vom Bühnenleben ganz zurück und starb am 4. Juni 1897 in Berlin.
Seine Tochter Paula Ucko (1879–1932) war eine Sopranistin.

## Rezeption
„In seiner Blütezeit wurde er als Sänger von hervorragenden Mitteln, von guter Rasse, von Feuer und Temperament bezeichnet und erwähnt, daß er seine Helden flott, energisch gab und überall mit großer Wucht den dramatischen Ausdruck traf. Dieser Künstler war ein wertvolles Mitglied jedes Opernensembles und sowohl seiner Stimme wie seiner musikalischen Kenntnisse wegen sehr geschätzt.“